# Ehningen
Ehningen település Németországban, azon belül Baden-Württembergben. Lakosainak száma 9399 fő (2023. december 31.).

## Népesség
A település népessége az elmúlt években az alábbi módon változott:
| Lakosok száma | 6464 | 8020 | 9005 | 9193 | 9222 | 9315 | 9399 |
|               | 1975 | 2013 | 2017 | 2019 | 2021 | 2022 | 2023 |